# Szegény Dzsoni és Árnika (könyv)
Szegény Dzsoni és Árnika Lázár Ervin Kossuth-díjas magyar író 1981-ben megjelent meseregénye. Az illusztrációkat Réber László készítette.

## Történet
A történet cselekményét ketten szövik: a mesélő és a gyermeke. Meg-megszakítják párbeszédeikkel az események sorozatát, de a kisember kérdéseivel ötleteivel válik teljesebbé a történet.

### Első fejezet
Östör király csodálatosan szép palotájában kezdődött a mese. A király jólelkű és igazságos volt, de ha néha felmérgesítették, akkor menekülnie kellett mindenkinek a színe elől. Az udvari főszámolnoknak elég volt ezerig elszámolnia, és már mehettek is az emberek ismét a felséges úr színe elé. Egyszer két lovag érkezett az udvarba, és a királylány, Árnika kezét kérték. Meg akartak egymással küzdeni életre-halálra, de a király nem engedte, mert szerinte a lányának szerelmesnek kell lennie abba a valakibe, aki egyszer majd a férje lesz. A lovagok pimaszkodására olyan történt a királlyal, ami korábban még sohasem: olyan mérges lett, hogy a főszámolnoknak ötezerig kellett számolnia, míg a király lecsillapodott.

### Második fejezet
A szabad, a boldog, de szegény Dzsoni egy nagy kerek erdő közepén sétált, amikor találkozott a Százarcú Boszorkával. A vénasszony képében megjelenő gonosz és fortélyos mágus szolgájává akarta tenni a fiút, mert minden boszorkánynak hétévenként rabszolgájává kellett tennie valakit. Csak annyit kért Dzsonitól, hogy három napra szegődjön el hozzá, és naponta csak annyi munkát kért tőle, hogy egy-egy almát szakítson le egy fácskáról. Ígért az öreg fűt-fát, aranypénzt, igazgyöngyöt, drágakövek garmadáját, a fiú azonban a világ minden kincséért sem szerette volna elveszítenie a szabadságát. Önként segített volna, de ez a boszorkának nem felelt meg. Dzsoni gyanakodni kezdett a vénasszonyra, aki hirtelen fürgévé vált.

### Harmadik fejezet
A fiú gyorsan menekülni kezdett, a Százarcú Boszorkány azonban vihar, majd farkas képében üldözni kezdte. Végül a némber fatuskóvá változott, s szegény Dzsoni elesvén benne, lábát törte. A gonosz pára visszaváltozott banyává, és álnokul segíteni akart a sérült fiatalemberen. Dzsonit akkor már egy fiatal lány ápolta, s szerencsére mindketten elhagyták a boszorkány területét. A két fiatal, ahogy egymásra néztek, mindkettőjüknek bizseregni kezdett a szíve: egymásba szerettek. Árnika hazavitte szegény Dzsonit apja palotájába, és szívét-lelkét kitéve ápolta. Gyógyulása után a fiú megköszönte az ápolást, és bevallotta a lánynak, hogy nem tud nélküle élni. A lány viszontszerette őt, ezért "Megölelték, megcsókolták egymást, és kézen fogva szaladtak Östör király elé". A király szerette volna, ha a fiatalok szerelme kiállná az idő próbáját, ezért Dzsoni fél évre vándorútra indult.

### Negyedik fejezet
Szegény Dzsoni szomorúan vándorolt, minden pillanatban a szerelmére, Árnikára gondolt. A királylánynak is nehezen teltek a napok, hetek, hónapok. A félév leteltekor édesapjával együtt Dzsoni elé mentek, de sajnos a gonosz boszorkány erdejében kötöttek ki, aki kacsákká változtatta őket. De ezzel még nem volt vége a szörnyűségeknek: gyönyörű palotájuk roskadozó kacsaóllá alakult át, az udvari nép meg kacsaként úszkált a közeli tóban.
Dzsoni hazafelé tartva a kerek erdőben egy takaros házhoz érkezett, s mivel nagyon megszomjazott, belépett a lak udvarára. Hamarosan előkerült a házikó gazdája is, egy varázslatos szépségű lány, aki "finomabbnál finomabb jégbe hűtött szörpöket adott neki, pecsenyét rakott eléje, hófehér kenyeret." A lány szerelmet is vallott Dzsoninak, s azt hazudta neki, hogy Árnika nem várta meg, közben feleségül ment egy királyfihoz. Dzsoni már majdnem megsimogatta a csábítót, amikor Árnika képe tűnt fel előtte, ezért otthagyta a gonoszságot sugárzó vonzó nőt. A Százarcú – ő volt a szépség – ismét a vihar képét öltötte magára, s üldözni kezdte a legényt. De sem a farkasordítás, sem a tuskótrükk most nem segített rajta, Dzsoni kicsúszott a markából.
A legény ismerős vidékre érkezett, azonban eltűnt a palota, a kerek tó partján csak egy kacsaól szomorkodott, a vízben meg kacsák lubickoltak. Egy kacsa kijött Dzsonihoz, a fiú megkérdezte a madárkától, hogy látta-e valamerre az ő szerelmét, Árnikát. Csodák csodájára minden visszaváltozott: Árnika, Östör király, az udvari nép, még a palota is. Viszont Dzsoni kacsaként totyogott.

„Sírt szegény Árnika, mint a záporeső, simogatta a kacsát, és azt találta mondani:
- Ezen az áron én nem akarok ember lenni. Inkább maradjak kacsa, csak szegény Dzsoni
lehessen ember.
Hát abban a szempillantásban megvalósult, amit kívánt. Szegény Dzsoniból ember lett,
Árnikából meg kacsa.
- Hogyisne! - kiáltott szegény Dzsoni. - Hiszen én vagyok a hibás. Én legyek a kacsa, és
Árnika az ember!
Ahogy kimondta, már meg is valósult. Dzsoni lett a kacsa, Árnika az ember. Kapkodta a fejét
az udvari népség, hát ez meg micsoda? Micsoda átkozott varázslat ez?”

– Részlet a regényből: MEK-változat 16. oldal

### Ötödik fejezet
Dzsoni és Árnika elindult, hogy megkeresse azt, aki segíteni tud rajtuk: a Hétfejű Tündért. Hét nap, hét éjjel mentek, nappal a fiú volt a kacsa, éjszaka meg a lány. Egy folyó közelében találkoztak egy juhásszal, aki figyelmeztette őket, hogy ezen a tájon vigyázzanak, mert errefelé Ipiapacs, a hírhedett rablóvezér garázdálkodik. A fiatalok nem tágítottak, s valóban összefutottak a banditával. Dzsoni egy pofonnal eltántorította a haramiát szándékától, de ez sajnos csak időlegesnek bizonyult. Ipiapacs este az emberivel tért vissza, és elfogta Dzsonit és kiskacsáját. Árnika ötletének köszönhetően elmenekültek a rablófészekből, másnap az üldözés ismét folytatódott. Egy dinnyeföld közepén jártak, amikor a 13 betyár utolérte őket, Dzsoni dinnyékkel kezdte hajigálni Ipiapacsot és bandáját, de csodák csodájára a fosztogatók fejjel, lábbal könnyedén szelídítették meg a röpködő gyümölcsöket. A rablóknak is tetszett a játék, nem is tudták, hogy csodálatos gömbérzékük van. Dzsoni rávette Ipiapacsékat, hogy focizzanak, kezdetben rongylabdával, de aztán a legközelebbi
városban már labdával játszottak. Méghozzá a Világhírű SC ellen, s ezer arany volt a tét. A stadion tömött lelátóján a fő- és alpandúrkapitány gyanakodva nézte a Szegény Dzsoni SC középcsatárát, akivel mintha korábbi üldözések kapcsán már találkoztak volna. Kilenc nullra győztek Ipiapacsék, elnyerték a kitűzött díjat, s eztán felhagytak a fosztogatással.

„Majd ha megtanulsz olvasni, és végigböngészed a régi, megsárgult újságokat, megtalálod bennük, hogy a Szegény Dzsoni SC a világ minden futballcsapatát könnyedén legyőzte, megnyerték az Európa-kupát, a Világ-kupát, az Óperenciás-kupát, és a Kupa-kupát is megnyerték.”

– Részlet a regényből: MEK-változat 22. oldal

### Hatodik fejezet
Dzsoni – a hóna alatt Árnikával – boldogan ment tovább, a táj is egyre szebbé vált. Egyszer azonban "egy borzas, fekete üstök emelkedett ki a fű közül, egy fekete keretes szemüveg, a fekete keretes szemüveg mögött fekete keretes, búbánatos tekintet." Rézbányai Győzővel futottak össze, aki arról volt híres, hogy minden apróságon meg tudott sértődni. Árnika meg akarta vigasztalni Győzőt, de sokáig nem jártak sikerrel. Szegény Dzsoni haja már őszülni kezdett a tehetetlenségtől, míg végre kitalálta, hogy megelőzi a sértődésben a fekete keretest. Ezen a napon Győzőn volt a sor az engesztelés keresésében, s kiderült, hogy nem is fáj az, ha nem az ember a világ közepe. Meg az is, hogy Rézbányai Győző tudta, hogy hol lakik a Hétfejű Tündér. Az útbaigazítás után Győző kapott egy jó tanácsot a fiataloktól, így véget ért a magánya, az emberek ismét szívesen szóba álltak vele.

### Hetedik fejezet
Csodaország felé félúton Árnika megszomjazott, így betértek egy torzonborz, zsúpfedeles házikóba. Itt 11 mogorva testvér sopánkodását hallgathatták végig a főhősök. Átok ült a testvéreken, ami egyiküknek fájt, az fájt a többi tizenegynek is. Hasfájás, vagy eltévedés utáni éhezés, folyóba esés utáni fulladozás: mind-mind a részük volt már. Most meg a 12. testvér fát cipelt az erdőben, s attól a nehéz súlytól fáj a többi 11 háta is. A királykisasszony kacsa képében tanácsot adott a sápítozóknak. Mi lenne, ha a bajbajutott társuknak segítenének? Erre – rövid szópárbaj után – a nagyon testvérek odaszaladtak a facipelő fivérükhöz, és mind a tizenegyen segítettek neki. Így már nem volt nehéz a hatalmas fát hazaszállítani.

### Nyolcadik fejezet
Dzsoni és Árnika hamarosan elért Ajahtan Kutarbani király fazsindelyes palotájához. Az uralkodó már mondta is nekik, hogy a Hétfejű Tündér tud a vándorútjukról, fogadja őket. A szerelmesek kérték a tündért, hogy változtassa őket egyformává. A kívánságuk teljesült, s ők boldogan indultak haza.

„Egy estét a tizenkét testvérnél töltöttek, egyet Rézbányai Győző vidámságtól hangos virágos
rétjén, a harmadik este pedig megnézték a városban Ipiapacsot, a hírhedett középcsatárt és
csapatát, amint éppen egy nagy mérkőzésen elnyerték az Óperenciás-kupát. S a negyedik este
már meg is látták a kerek tó partján álló palota harminchat tornyát.”

– Részlet a regényből: MEK-változat 31. oldal

A Százarcú Boszorkával vajon mi lett? A szipirtyó már majdnem elvesztette a varázserejét, mert nem tudott a hét év letelte előtt új szolgát fognia magának. Még egy utolsó esélye lett volna, de a Hétfejű Tündér jóságos fényét látta az éppen akkor érkezőkből feléje áradni. Tudta a Százarcú, hogy e fölött a két ember fölött bizony nincsen hatalma. Dzsonira átkokat szórt a fúria, de nem ment vele semmire. A fiú türelemmel, a szeretet hangjával elérte, hogy a boszorkány felszabadította korábbi áldozatait, s szabadon engedte őket. A tőrbe csaltak bosszút akartak állni a kínzójukon, de Árnika párja megvédte a Százarcút, akinek elszállt a varázsereje, egyszerű, fekete fejkendős öregasszony lett belőle. A nénike a királyi palotában is a fiatal szerelmespár mellett maradt, s évek múlva ő volt az, aki a picike (baba) Dzsonit a térdén ringatta.

## Szereplők
| - Szegény Dzsoni - Árnika - Östör király - Százarcú Boszorkány - udvari főszámolnok - főudvarnagy - két lovag - udvari népség - öregasszony (Östör király udvarában) - pásztor - Ipiapacs, a hírhedett rabló és 12 cimborája | - városiak - a Világhírű SC focicsapat tagjai - főpandúrkapitány - alpandúrkapitány - Rézbányai Győző - tizenkét nagyon testvér - Ajahtan Kutarbani király - Hétfejű Tündér - kis Dzsoni - mesélő - a mesélő gyermeke |

## Filmváltozat
1983-ban Sólyom András rendezésében magyar film készült Lázár Ervin művéből. Az alkotás főszereplői Puskás Tamás, Nyertes Zsuzsa, Bujtor István, Balázsovits Lajos, és Törőcsik Mari voltak. A filmben egy epizódszerepben (az akkor húszéves) Orbán Viktor is feltűnik: Ipiapacs csapatában focizik.